# Heinz Witte (Fußballspieler)
Heinz Witte (* 11. April 1929; † 8. März 1958) war ein deutscher Fußballspieler. In der DDR-Oberliga, der höchsten Spielklasse im DDR-Fußball, war von 1952 bis 1953 für die BSG Motor Gera aktiv.

## Sportliche Laufbahn
Nachdem Heinz Witte zuvor schon bei der unterklassigen SG Gera Nord Fußball gespielt hatte, schloss er sich der Saison 1951/52 dem DDR-Oberligisten Motor Gera an. Er kam jedoch erst in den letzten drei Oberligaspielen der Betriebssportgemeinschaft (BSG) zum Einsatz. Dabei übernahm er die Position des bisherigen Stammspielers Gerhard Friemel auf der rechten Abwehrseite. Auch in der Saison 1952/53 kam Witte erst spät zum Zuge. Beim 11. Oberligaspiel der Geraer wurde anstelle des Verteidigers Kurt Golde aufgeboten. Danach dauerte es bis zum 28. Spieltag, ehe er für den Abwehrspieler Werner Köhler die letzten zehn Oberligaspiele bestritt. Bei allen diesen Einsätzen spielte er wieder auf der rechten Verteidigerseite. Am Saisonende stieg die BSG, die sich inzwischen zur BSG Wismut umbenannt hatte, nach vier Spielzeiten aus der Oberliga ab. 
In der zweitklassigen DDR-Liga gelang es Heinz Witte, sich in die Stammelf der BSG Wismut zu spielen. Stets als rechter Verteidiger eingesetzt bestritt er bis 1957 bei 117 Ligaspielen 109 Zweitligaspiele. Auch für die Saison 1958 (Kalenderjahr-Spielzeit) war er wieder für den Wismut-Kader nominiert worden. Er erkrankte aber noch vor dem Saisonstart an einer Grippe, an der er wegen Verschleppung am 8. März 1958 starb. 